# Connantre
Connantre ist eine französische Gemeinde mit 1.006 Einwohnern (Stand: 1. Januar 2022) im Département Marne in der Region Grand Est. Sie gehört zum Kanton Vertus-Plaine Champenoise im Arrondissement Épernay.

## Geographie
Connantre liegt etwa 60 Kilometer südsüdwestlich von Reims. Nachbargemeinden von Connantre sind Broussy-le-Grand und Bannes im Norden, Fère-Champenoise im Osten, Corroy im Süden und Südosten, Ognes im Süden, Pleurs im Südwesten, Linthes im Westen sowie Allemant im Nordwesten.
Durch die Gemeinde führt die Route nationale 4.

## Bevölkerungsentwicklung
| Jahr                       | 1962 | 1968 | 1975 | 1982 | 1990 | 1999 | 2006 | 2018 |
| Einwohner                  | 628  | 567  | 746  | 1031 | 1107 | 1110 | 1142 | 1060 |
| Quellen: Cassini und INSEE |      |      |      |      |      |      |      |      |

## Sehenswürdigkeiten
- Kirche Saint-Sulpice-et-Saint-Caprais

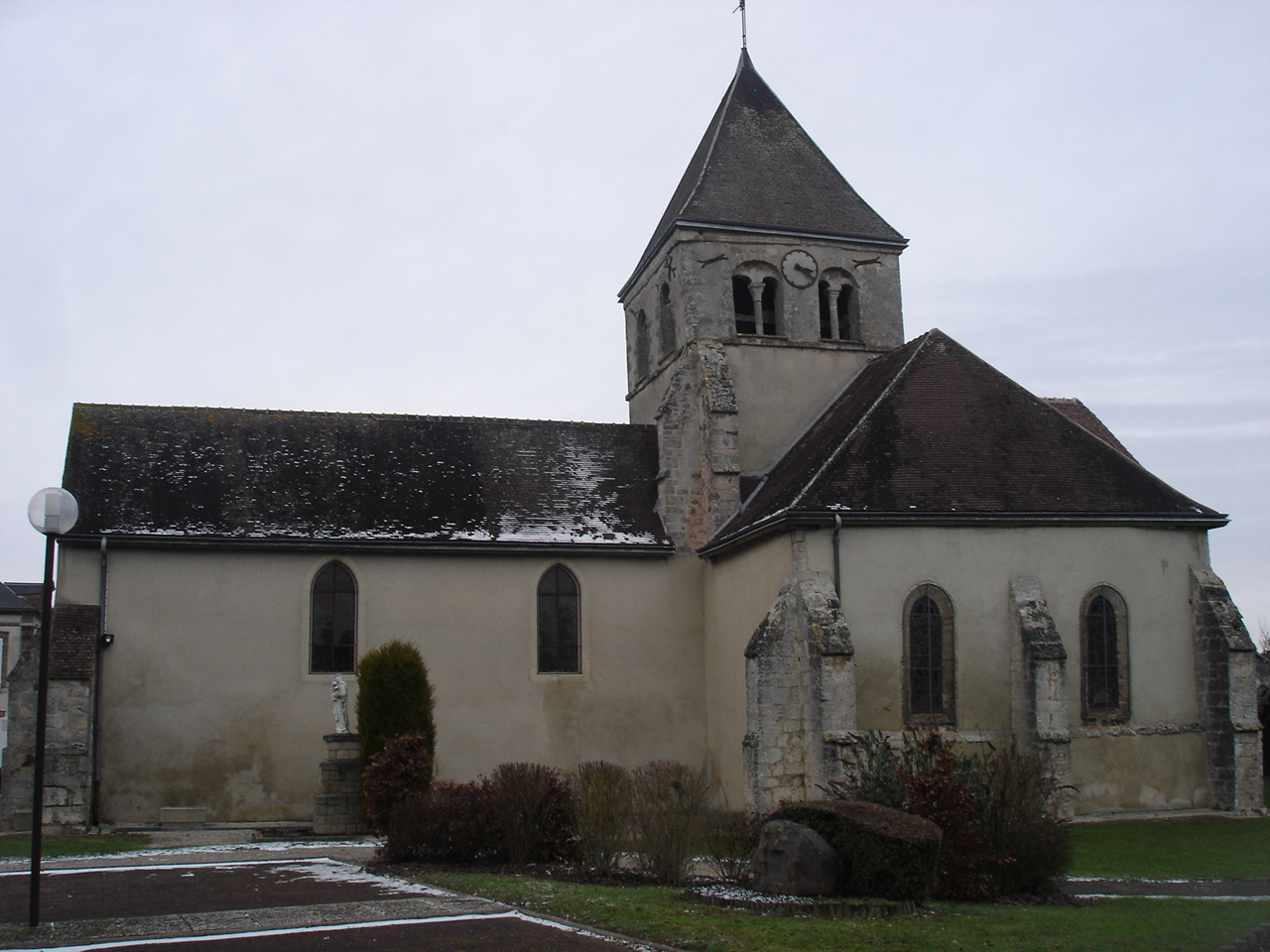
Kirche Saint-Sulpice-et-Saint-Caprais

## Gemeindepartnerschaft
Mit der deutschen Gemeinde Holzmaden in Baden-Württemberg besteht eine Partnerschaft. Des Weiteren pflegen die Handballer des ESC Connantre eine langjährige Freundschaft mit der Handballmannschaft des TV Malsch. Jährlich besucht eine Mannschaft des TV Malsch das Turnier am 1. Mai des ESC, während die Franzosen das Sportfest der Deutschen, meist Ende Juni, besuchen.